# Adelgonda di Baviera (1870-1958)
La principessa Adelgonda di Baviera (nome completo in tedesco: Adelgunde Marie Auguste Therese Prinzessin von Bayern; Monaco di Baviera, 17 ottobre 1870 – Sigmaringen, 4 gennaio 1958) fu una principessa di Baviera per nascita e principessa di Hohenzollern tramite il suo matrimonio con Guglielmo di Hohenzollern-Sigmaringen. Adelgonda era la secondogenita di Ludovico III di Baviera e di sua moglie Maria Teresa d'Austria-Este.

## Biografia

### Matrimonio
Adelgonda sposò il principe Guglielmo di Hohenzollern, maggiore dei figli maschi di Leopoldo, principe di Hohenzollern e dell'Infanta Antónia di Portogallo, il 20 gennaio 1915 a Monaco di Baviera. Guglielmo era vedovo della principessa Maria Teresa delle Due Sicilie. Adelgonda e Guglielmo non ebbero figli.

## Titoli e trattamento
- 17 ottobre 1870 – 20 gennaio 1915: Sua Altezza Reale Principessa Adelgonda di Baviera
- 20 gennaio 1915 – 22 ottobre 1927: Sua Altezza Reale La Principessa di Hohenzollern, Principessa di Baviera
- 22 ottobre 1927 – 4 gennaio 1958: Sua Altezza Reale La Principessa Vedova di Hohenzollern, Principessa di Baviera

## Antenati
|                                          |                        |                                       | Genitori                                    |  |  | Nonni |  |  | Bisnonni              |  |  | Trisnonni                          |  |
|                                          |                        |                                       |                                             |  |  |       |  |  | Ludovico I di Baviera |  |  | Massimiliano I Giuseppe di Baviera |  |
|                                          |                        |                                       |                                             |  |  |       |  |  | Ludovico I di Baviera |  |  | Massimiliano I Giuseppe di Baviera |  |
|                                          |                        | Augusta Guglielmina d'Assia-Darmstadt |                                             |  |  |       |  |  | Ludovico I di Baviera |  |  |                                    |  |
| Luitpold di Baviera                      |                        |                                       |                                             |  |  |       |  |  | Ludovico I di Baviera |  |  |                                    |  |
|                                          |                        | Teresa di Sassonia-Hildburghausen     | Federico di Sassonia-Altenburg              |  |  |       |  |  |                       |  |  |                                    |  |
|                                          |                        | Teresa di Sassonia-Hildburghausen     | Federico di Sassonia-Altenburg              |  |  |       |  |  |                       |  |  |                                    |  |
|                                          |                        | Teresa di Sassonia-Hildburghausen     | Carlotta di Meclemburgo-Strelitz            |  |  |       |  |  |                       |  |  |                                    |  |
| Ludovico III di Baviera                  |                        | Teresa di Sassonia-Hildburghausen     |                                             |  |  |       |  |  |                       |  |  |                                    |  |
|                                          |                        | Leopoldo II di Toscana                | Ferdinando III di Toscana                   |  |  |       |  |  |                       |  |  |                                    |  |
|                                          |                        | Leopoldo II di Toscana                | Ferdinando III di Toscana                   |  |  |       |  |  |                       |  |  |                                    |  |
|                                          |                        | Leopoldo II di Toscana                | Luisa Maria Amalia di Borbone-Napoli        |  |  |       |  |  |                       |  |  |                                    |  |
| Augusta Ferdinanda d'Asburgo-Toscana     |                        | Leopoldo II di Toscana                |                                             |  |  |       |  |  |                       |  |  |                                    |  |
|                                          |                        | Maria Anna Carolina di Sassonia       | Massimiliano di Sassonia                    |  |  |       |  |  |                       |  |  |                                    |  |
|                                          |                        | Maria Anna Carolina di Sassonia       | Massimiliano di Sassonia                    |  |  |       |  |  |                       |  |  |                                    |  |
|                                          |                        | Maria Anna Carolina di Sassonia       | Carolina di Borbone-Parma                   |  |  |       |  |  |                       |  |  |                                    |  |
| Adelgonda di Baviera                     |                        | Maria Anna Carolina di Sassonia       |                                             |  |  |       |  |  |                       |  |  |                                    |  |
|                                          | Francesco IV di Modena | Ferdinando d'Asburgo-Este             |                                             |  |  |       |  |  |                       |  |  |                                    |  |
|                                          | Francesco IV di Modena | Ferdinando d'Asburgo-Este             |                                             |  |  |       |  |  |                       |  |  |                                    |  |
|                                          | Francesco IV di Modena | Maria Beatrice d'Este                 |                                             |  |  |       |  |  |                       |  |  |                                    |  |
| Ferdinando Carlo Vittorio d'Asburgo-Este | Francesco IV di Modena |                                       |                                             |  |  |       |  |  |                       |  |  |                                    |  |
|                                          |                        | Maria Beatrice di Savoia              | Vittorio Emanuele I di Savoia               |  |  |       |  |  |                       |  |  |                                    |  |
|                                          |                        | Maria Beatrice di Savoia              | Vittorio Emanuele I di Savoia               |  |  |       |  |  |                       |  |  |                                    |  |
|                                          |                        | Maria Beatrice di Savoia              | Maria Teresa d'Asburgo-Este                 |  |  |       |  |  |                       |  |  |                                    |  |
| Maria Teresa Enrichetta d'Asburgo-Este   |                        | Maria Beatrice di Savoia              |                                             |  |  |       |  |  |                       |  |  |                                    |  |
|                                          |                        | Giuseppe d'Asburgo-Lorena             | Leopoldo II d'Asburgo-Lorena                |  |  |       |  |  |                       |  |  |                                    |  |
|                                          |                        | Giuseppe d'Asburgo-Lorena             | Leopoldo II d'Asburgo-Lorena                |  |  |       |  |  |                       |  |  |                                    |  |
|                                          |                        | Giuseppe d'Asburgo-Lorena             | Maria Luisa di Borbone-Spagna               |  |  |       |  |  |                       |  |  |                                    |  |
| Elisabetta Francesca d'Asburgo-Lorena    |                        | Giuseppe d'Asburgo-Lorena             |                                             |  |  |       |  |  |                       |  |  |                                    |  |
|                                          |                        | Maria Dorotea di Württemberg          | Ludovico Federico Alessandro di Württemberg |  |  |       |  |  |                       |  |  |                                    |  |
|                                          |                        | Maria Dorotea di Württemberg          | Ludovico Federico Alessandro di Württemberg |  |  |       |  |  |                       |  |  |                                    |  |
|                                          |                        | Maria Dorotea di Württemberg          | Enrichetta di Nassau-Weilburg               |  |  |       |  |  |                       |  |  |                                    |  |
|                                          |                        | Maria Dorotea di Württemberg          |                                             |  |  |       |  |  |                       |  |  |                                    |  |